# Wolfgang Wendland
Wolfgang Leopold Wendland (Poznań, 20 de setembro de 1936) é um matemático alemão.
Iniciou os estudos de engenharia mecânica em 1955, na Universidade Técnica de Berlim, abandonando o curso em seu final, em 1959, para estudar matemática, graduando-se em 1961. Doutourou-se em 1965, na Universidade Técnica de Berlim.